# Parafia Najświętszej Maryi Panny Wspomożenia Wiernych w Hendrze
Parafia Najświętszej Maryi Panny Wspomożenia Wiernych w Hendrze – parafia rzymskokatolicka, należąca do archidiecezji Brisbane.
Przy parafii funkcjonuje katolicka szkoła podstawowa Najświętszej Maryi Panny Wspomożenia Wiernych.